# Centrophorus acus
Centrophorus acus е вид хрущялна риба от семейство Centrophoridae. Видът е почти застрашен от изчезване.

## Разпространение и местообитание
Разпространен е в Провинции в КНР, САЩ, Тайван, Филипини, Френска Гвиана и Япония.
Среща се на дълбочина от 722 до 1785 m, при температура на водата от 6,5 до 6,6 °C и соленост 34,8 – 34,9 ‰.

## Описание
Продължителността им на живот е около 20 години.